# Kim Bong-rae
Đây là một tên người Triều Tiên, họ là Kim.
Kim Bong-rae (tiếng Hàn: 김봉래; sinh ngày 2 tháng 7 năm 1990) là một cầu thủ bóng đá Hàn Quốc thi đấu ở vị trí hậu vệ cho Asan Mugunghwa cho mượn từ Jeju United.

## Sự nghiệp
Anh gia nhập Jeju United từ Đại học Myongji ngày 7 tháng 12 năm 2012.